# Supercondriaque

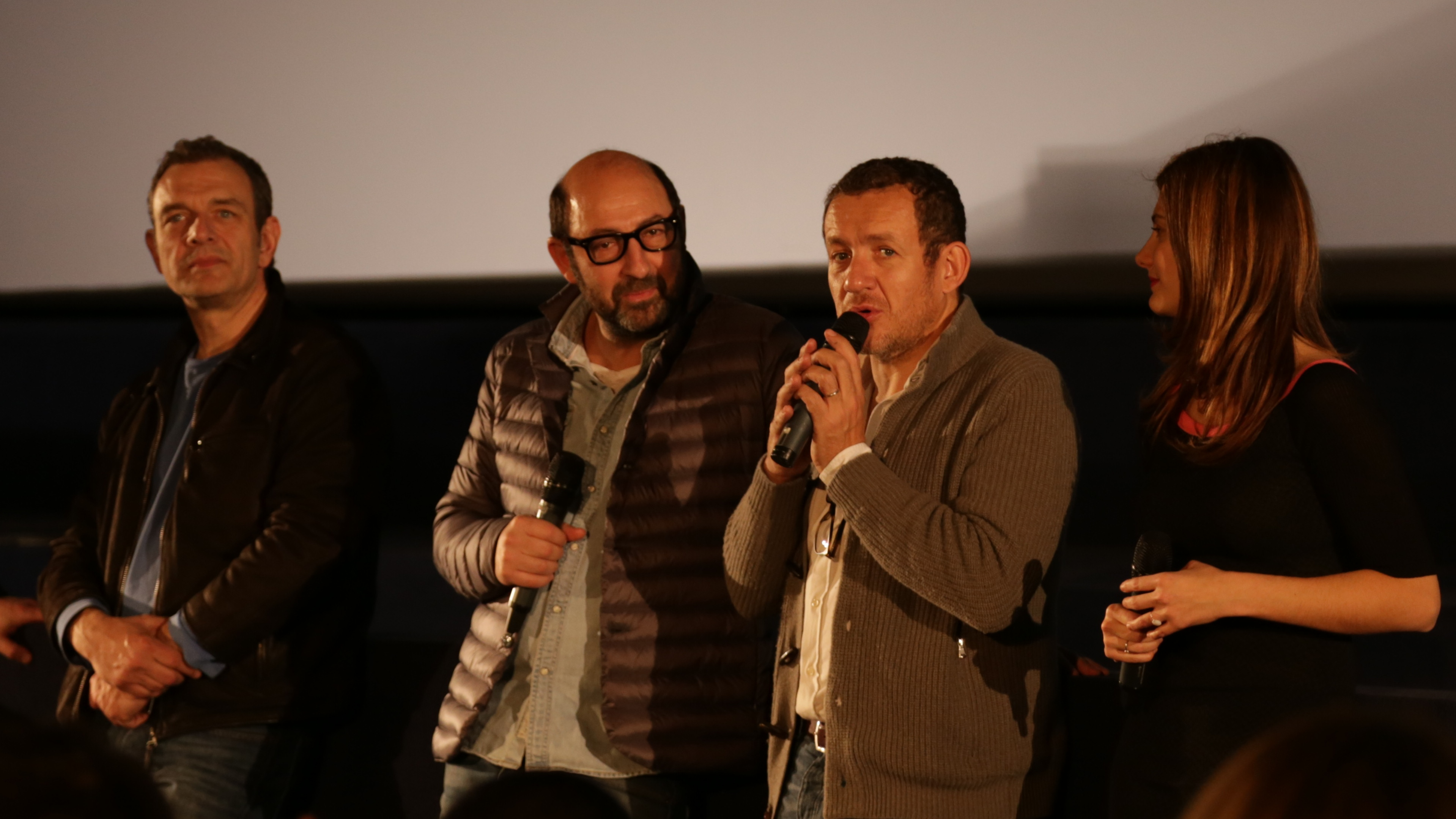
Preestreno de la película Supercondriaque en Lyon (14/02/2014)

Supercondriaque o Supercondríaco es una película francesa de 2014 escrita y dirigida por Dany Boon.

## Elenco
- Dany Boon como Romain Faubert.
- Alice Pol como Anna Zvenka.
- Kad Merad como Dr. Dimitri Zvenka.
- Jean-Yves Berteloot como Anton Miroslav.
- Judith El Zein como Norah Zvenka.
- Marthe Villalonga como la madre de Dimitri.
- Valérie Bonneton como Isabelle.
- Bruno Lochet como policía.
- Jérôme Commandeur como Guillaume Lempreur.
- Jonathan Cohen como Marc.
- Vanessa Guide como Manon.
- Marion Barby como Nina Zvenka.

## Recepción
La película recaudó $56.5 millones internacionalmente.